# Elkalyce valeriae
Elkalyce valeriae är en fjärilsart som beskrevs av Clench 1944. Elkalyce valeriae ingår i släktet Elkalyce och familjen juvelvingar. Inga underarter finns listade i Catalogue of Life.